# Веселовка (Липецкая область)
Весело́вка — деревня Пушкинского сельсовета Добринского района Липецкой области.

## География
Деревня расположена на правом берегу реки Плавица и представлена одной улицей, идущей параллельно реке. На севере примыкает к селу Большая Отрада. Рядом находятся сёла Пушкино (на западе, на противоположном берегу реки) и Новочеркутино (на юго-востоке).

## История
Деревня Веселовка возникла в начале XIX века. Название по бытовавшей в то время у владельцев моде присваивать деревням игривые и вычурные имена. Отмечена на картах Шуберта 1832 года и Менде 1862 года.
В 1928 году насчитывалось 49 дворов.

## Население
| 2010 |
| ---- |
| 31   |